# Геноцид иракских туркмен
Геноцид иракских туркмен относится к серии убийств, изнасилований, казней, изгнаний и сексуального рабства иракских туркмен Исламским государством. Начало было положено с захватом ИГ иракских туркменских земель в 2014 году и продолжалось до тех пор, пока ИГ не потеряло все свои земли в Ираке. В 2017 году преследование ИГ иракских туркмен было официально признано парламентом Ирака геноцидом. А в 2018 году сексуальное рабство иракских туркменских девушек и женщин было признано ООН. Иракские туркмены и многие правозащитные организации заявили, что геноцид ИГ против иракских туркмен был актом антитюркизма и этнической чистки.

## Предыстория
Иракские туркмены являются третьей по величине этнической группой в Ираке. Они тюркского происхождения и живут в историческом регионе Туркменэли, в окружении арабов на юге и курдов на севере. Они разделены почти поровну между суннитами и шиитами, с небольшим католическим меньшинством. Между суннитскими и шиитскими туркменами также было сектантство, которое часто перерастало в вооруженные столкновения. Во время геноцида Исламского государства иракские туркмены стали мишенью независимо от религии. Ранее они были объектами массовых убийств, таких как резня в Алтынкёпрю, резня в Гавургы, резня в Киркуке в 1959 году, резня в Киркуке в 1924 году, и Кампания Анфаль.
Во время наступления на Северный Ирак в июне 2014 года ИГ захватило многие земли с туркменским большинством или имеющим значительное туркменское население, такие как Мосул, Талль-Афар, Тикрит и части мухафаз Киркук и Дияла.

## Геноцид
В июне 2014 года, когда армия ИГ впервые захватило Талль-Афар, она похитила 1300 иракских туркмен, около 700 мужчин, 470 женщин и 130 детей. Иракский туркменский фронт (ИТФ) заявил, что только 42 из 1300 вернулись, а остальных больше никогда не видели. Туркменские дома были сожжены, похищен скот жертвы, и многие были вынуждены бежать. В сентябре 2014 года по меньшей мере 350 000 туркмен, большинство из Талль-Афара, стали перемещенными лицами. Они находились под угрозой голода. По словам жителей и местных активистов, после нападений около 90 процентов туркмен Талль-Афара бежали. Мехди Баят, бывший министр по правам человека Ирака и пресс-секретарь Туркменского фонда спасения, заявил, что число туркменских беженцев выросло до 600 000 в феврале 2017 года. Он также заявил, что инфраструктура каждого туркменского региона была сильно повреждена ИГ. В сентябре 2014 года Управление Верховного комиссара ООН по правам человека предупредило о преступлениях, совершаемых Исламским государством против туркмен, а Amnesty International представила доказательства того, что Исламское государство совершало акты этнических чисток против туркмен.
Многие боевики Исламского государства были бывшими солдатами иракской армии под руководством Саддам Хусейна, у которых была история массовых убийств и преследований иракских туркменов.
9 июня 15 туркменских заключенных из Талль-Афара были убиты ИГ в Мосуле. После бомбардировки шиитской мечети в том же городе многие люди бежали из города, и девять беженцев погибли. Дети из туркменской общины остались в детском доме в Мосуле, которые получили травмы от убийства своих родителей. Некоторые из этих детей подверглись сексуальному насилию.
Во время падения Мосула в июне 2014 года Исламское государство напало на турецкое консульство Мосула и похитило 49 дипломатов. Ахмет Давутоглу заявил, что «никто не должен пытаться проверить пределы силы Турции», хотя Исламское государство проигнорировало предупреждение и напало на туркменов в Талль-Афаре 10 июня после захвата Мосула. Турция не отреагировала на нападения, которые заставили светских и националистических политиков резко критиковать Реджепа Тайипа Эрдогана и Ахмета Давутоглу. Турецкое правительство было обвинено в том, что оно допустило иракские туркмены.
16 июня 2014 года ИГ убило не менее 40 туркмен из 4 разных мест (Чардаглы, Караназ, Бешир, Биравчи), все недалеко от города Киркук. ИГ также снова обвинили в нападении на туркмен за их этническую принадлежность. На следующий день в Бешире было убито ещё 52 туркмена, и, по словам местных жителей, резня была этнически мотивирована. Это же место снова пострадало ещё раз в 18 июня и в период с 20 по 21 июня, в результате чего погибли пять, а затем 17 гражданских лиц. Свидетель из Бесира сказал, что в городе было убито 700 туркмен. В июне 2014 года ИГ похитило 26 туркмен из села Аль-Шамсият. В том же месяце шиитские туркмены бежали из Аль-Киббы и Шрайхана после угроз со стороны ИГ. Многие туркменские жители деревень Талль-Афар, Башир, Биравчи и Каранас также бежали, получив больше писем от джихадистов.
18 июня во время столкновений между ИГ и иракскими сухопутными войсками между городами Амирли и Туз по меньшей мере 20 туркменских гражданских лиц были убиты. Во время осады Амирли 150 человек погибли из-за суровых условий, в том числе 50 детей и 10 новорожденных. После падения Амирли в 2014 году электричество, продовольствие и водоснабжение города были сокращены. Десятки людей погибли, включая беременных женщин, до доставки гуманитарной помощи. Дома и школы, а также мечети в Караназе, Чардаглы и Биравчи были сожжены.
23 июня ИГ похитило не менее 75 туркмен из районов Губа, Шрихана и Талль-Афар. Только 2 тела были найдены в долине к северу от Губы. Скорее всего, они были казнены. 950 туркменских семей покинули районы после того, как ИГ потребовало от них уйти. 7 августа 100 туркменских мужчин были казнены в Синджаре.
По оценкам, в общей сложности 600 туркменских женщин были захвачены и использованы ИГ в качестве сексуальных рабынь. Около 400—500 из них были отправлены во временные тюрьмы ИГ в Сирии. В феврале 2018 года группа женщин протестовала возле Бюро ООН по правам человека в Киркуке. Они держали знаки и требовали от иракского правительства сделать что-то для возвращения около 450 пропавших без вести туркменских женщин, хотя протест был проигнорирован. Хасан Туран, лидер ИТФ, опасался, что если туркменские женщины вернутся, они, скорее всего, станут жертвами убийств в защиту чести своими семьями. Он заявил, что «многие девочки не вернутся, и я могу только надеяться, что их семьи все ещё примут их, если они вернутся. Они жертвы». Позже в 2018 году ООН, наконец, признала сексуальное рабство туркменских женщин. Неназванная туркменка из небольшого городка Аль-Алам недалеко от Тикрита, пережившая ИГ, сказала BBC Turkish, что боевики ИГ отделили одиноких девушек от замужних женщин и начали насиловать одиноких девушек на глазах у всех. Боевики ИГ также изнасиловали учительницу туркменского языка города до такой степени, что в результате она умерла. Некоторые иракские туркменские и правозащитные организации заявили, что геноцид Исламского государства над иракскими туркменами был вызван антитюркизмом.
Дети также стали жертвами похищения, как правило, по причинам обучения. В Ниневии 13 марта 25 туркменских детей в возрасте от 10 до 17 лет были похищены из детского дома Бараам и отправлены в детские тренировочные лагеря в Талафаре.
В марте в Башире, недалеко от Киркука, была найдена братская могила, принадлежащая 16 туркменам. В марте ИГ снова казнило 9 туркменских вдов в Кара-Куяне, Ниневия, чьи мужья были убиты джихадистами. Причиной их казни был их отказ жениться на боевиках ИГ. В селе Биравчили ИГ похитило двух туркмен после убийства 23 жителей села. В Губе и Шрихане было похищено 60 туркменских мальчиков и мужчин. В том же месяце молодой туркмен по имени Эрхан Камчи был похищен из его дома в Киркуке.
В апреле 2015 года иракский туркменский депутат сообщил, что более 400 иракских туркменов, в основном женщин и детей, были похищены ИГИЛ за последние несколько месяцев. В феврале 2016 года другой политик подтвердил, что это 416 человек, большинство из которых больше никогда не видели и, как считается, были изнасилованы и убиты.
В августе 2015 года в Мосуле, ИГ казнило 700 иракских туркмен за иртидад.
В результате взрыва автомобиля ИГ в мухафазе Салах-эд-Дин в 2015 году погибли 40 туркмен. МФТ заявила, что нападения ИГ на иракских туркмен были стратегической этнической чисткой. 540 туркменских гражданских лиц из Таль-Афара пропали без вести, в том числе 125 женщин, снова от рук ИГ, и только 22 из них были снова найдены.
3000 туркмен бежали из города Амерли летом 2015 года. В конце 2015 года 1500 туркменских семей (7500 человек) нашли убежище в Кербеле.
8 марта Туз-Хурмату подвергся нападению с применением химического оружия, в результате чего трое человек погибли и 1500 получили ранения. 25 000 человек бежали из города. В том же году деревня Бешир также подверглась нападению с применением химического оружия. 90 % Бешир было уничтожено во время ее повторного захвата в 2016 году, включая 250 домов. В туркменском селе Башир 9 женщин были похищены, изнасилованы и повешены на фонарных столбах в общественных местах. В той же деревне 12-летнюю девочку изнасиловали и повесили на электрический столб. Когда туркмены попытались принести её тело, 15 человек были убиты снайперским огнем от ИГ. Случаи изнасилования были зарегистрированы и после падения Туз-Хурмату в июне.
В январе иракские вооруженные силы обнаружили братскую могилу в Рашидии, недалеко от Мосула. Могила принадлежала 27 убитым туркменским мужчинам и мальчикам. В их телах были следы пыток. В 2017 году число пропавших без вести туркменских женщин, девочек и детей составило 1200 человек. В 2018 году 1300 туркмен остались пропавшими без вести.

## Уничтожение наследия
ИГ несёт ответственность за уничтожение важных для иракских туркменов исторических артефактов. Многие вековые мечети, будь то суннитские или шиитские, а также библиотеки были разрушены. Самая старая библиотека в Талль-Афаре была взорвана, а ещё одна библиотека с более чем 1500 историческими книгами в Дияле была разрушена. Среди уничтоженных артефактов были мавзолей Яхьи Абу аль-Касима (построен в 1293 году Зенгидами, разрушен в 2014 году), мавзолей имама Ауна ад-Дина (построен в 1248 году Зенгидами, разрушен в 2014 году), святыня Кадиб аль-Бана Мосули (построена атабогами Мосула, разрушена в 2014 году), мечеть Аль-Имам Мухсин (построена сельджуками, серьёзно повреждена в 2015 году), Великая мечеть ан-Нури (построена в 1172 году Зенгидами, разрушена в 2017 году), Мечеть имама аль-Бахер (построена в 1259 году, разрушена в 2014 году) и мечеть Паши (построена в 1881 году османами, разрушена).